# Senyoriu de Milà
El Senyoriu de Milà (en italià: Signoria di Milano) fou una ciutat-estat italiana nascuda el maig de 1259 a partir de l'elecció de Martino della Torre com a senyor de Milà. De 1259 a 1277 va ser governada per la família güelfa Della Torre fins que, després de la batalla de Desio, Napoleó della Torre es va veure obligat a cedir el càrrec a l'arquebisbe Otó Visconti. El domini de la família gibelina dels Visconti va propiciar una sèrie de conquestes que van portar la família a assolir el títol ducal el 1395 gràcies a Joan Galeàs Visconti, el primer titular.

## Història
Després de la conquesta longobarda del territori l'any 569 i de la posterior conquesta de Carlemany el 774, la ciutat Milà i el seu territori més proper passà a formar part del Sacre Imperi Romanogermànic.
La ciutat passà a ser governada per l'Arquebisbe de la mateixa ciutat, passant posteriorment aquest poder a la noblesa. El 1162 la ciutat fou destruïda per Frederic I Barbaroja, tot i que la creació de la Lliga Llombarda l'aconseguí derrotar el 1176.

### Creació del Senyoriu
El 1197 l'emperador Enric VI del Sacre Imperi Romanogermànic decidí dotar d'un major estatus la ciutat, concedint-li el títol de "Senyoriu de Milà", funcionant com una ciutat estat, i deixant el govern a la família Della Torre, coneguda així mateix amb el nom de Torriani. A partir de 1277 la ciutat va estar sota poder dels Visconti gràcies a la victòria de l'arquebisbe Otó Visconti sobre les tropes de Napoleó Torriani.
L'expansionisme de Verona va acabar per molestar la República de Venècia, que va formar una Lliga Antiscaligera amb la República de Florència, a la qual es van unir el senyoriu de Milà, Màntua i Ferrara el 1337. El conflicte es va acabar el 24 de gener de 1339 amb el tractat de pau mediat per Lluís I Gonzaga i va fer perdre als della Scala la majoria dels seus guanys recents: Venècia va conservar Treviso, el senyoriu de Carrara sobre Pàdua es va confirmar amb l'addició de Bassano i Castelbaldo, i Florència va rebre les ciutats de Buggiano, Pescia, Altopascio i Colle, però Lucca va romandre en mans veroneses. Com que Venècia no tenia cap interès a debilitar massa els della Scala en benefici dels Visconti, se'ls va permetre retenir Vicenza.
Durant la Pesta negra del segle xiv Milà va ser un dels pocs llocs d'Europa que no va ser envaït per l'epidèmia, perquè el bisbe va ordenar que aparedessin les tres primeres cases a les quals va afectar. Els morts, malalts i els sans van quedar atrapats en el seu interior sense distinció.
En els seus últims anys de vida Galeàs II Visconti abandonà els assumptes de govern en mans del seu germà Bernabé. No obstant això Joan Galeàs Visconti va obtenir en l'últim any de vida del seu pare el control de la part occidental dels dominis paterns. A la mort del seu pare en 1378 esdevingué senyor de Pavia, enfrontant-se amb el mateix Bernabé pel control de diversos territoris. En 1378, poc després d'esclatar la Guerra de Chioggia Bernabé va donar suport a la República de Venècia contra la República de Gènova. Després d'enviudar de la seva primera esposa, Joan Galeàs intentà segellar la pau amb el seu oncle casant-se amb la filla d'aquest i cosina seva, Caterina Visconti. No obstant això les tensions amb el seu sogre (i oncle) van continuar.
El maig de 1385 Joan Galeàs va decidir donar un cop d'efecte i feu capturar Bernabé, el qual fou empresonat i privat dels seus títols, passant en aquell moment a mans de Joan Galeàs, que va sotmetre la Llombardia sense dificultat. Per a respectar, encara que fos d'una manera aparent, la legalitat va aconseguir que s'obrís un procés judicial contra el seu sogre, amb l'excusa que aquest havia exercit de forma il·legítima el títol de senyor de Milà, ja que no l'hi havia estat concedit per l'emperador. El mes de desembre d'aquell mateix any Bernabé va morir en el seu confinament al castell de Trezzo sull'Adda, probablement enverinat.
En agost de 1385 Joan Galeàs Visconti va signar una aliança de deu anys amb Francesco Novello da Carrara, Nicolau II d'Este de Ferrara i Francesc I Gonzaga de Màntua segons la qual totes les parts contractants es comprometien a lluitar juntes contra qualsevol amenaça interna o externa. Carrara va iniciar una campanya al Friül destinada a conquerir les ciutats més importants de la regió però va fracassar ràpidament. Antoni della Scala va respondre envaint territori veronès aconseguint la derrota veronesa a la batalla de Brentelle el 25 de juny de 1386 i la captura de Cortesia Serego, que va ser dut a Pàdua juntament amb més de 9.000 presoners i altres líders, com ara Facino Cane i Ostasio da Polenta.
Les hostilitats no van cessar i Joan Galeàs va intervenir en la confrontació a condició de reservar-se el posterior domini sobre Verona, adjudicant-se Francesco el control sobre Vicenza, i va caldre una altra victòria contundent a la batalla de Castagnaro l'11 de març de 1387 per derrotar definitivament Antoni della Scala, que a l'octubre del mateix any seria expulsat de Verona per les tropes de Joan Galeàs Visconti i aprofitant l'ocasió, es va apoderar de Vicenza traint així l'aliança establerta i iniciant-se una sèrie d'hostilitats entre els dos antics aliats.
En les successives campanyes militars Joan Galeàs va ampliar contínuament el seu estat, arribant a incloure parts del Vènet, Emília, Umbria i Toscana. En aquesta darrera regió va trobar una forta oposició de Florència, mentre va aconseguir conquerir Pisa, Siena i la propera Perusa.

### Elevació del senyoriu a ducat
La família Visconti arribà a la màxima esplendor el 1395, quan el Senyoriu fou elevat al títol de Ducat de Milà gràcies a Joan Galeàs Visconti.